# Tumčevište
Tumčevište (makedonsky: Тумчевиште) je vesnice v Severní Makedonii. Nachází se v opštině Gostivar v Položském regionu.

## Geografie
Tumčevište leží v oblasti Položská kotlina a sousedí s vesnicemi Čegrane, Volkovija, Vrapčište a Toplica.
Vesnice je celistvá a dělí se na dvě čtvrti - Gorno a Dolno.

## Historie
Poprvé je vesnice Tumčevište písemně zmíněna v letech 1461 a 1462. Byla považována za hranici Tetovského ejáletu, který ovládala Osmanská říše. Podruhé je vesnice zmiňována v roce 1470.
Podle lidových legend měla vesnice 400 domů, dva kostely, jeden klášter a vlastnila lesy v okolí Suve Gory. Za turecké nadvlády byla vesnica zničena, kostel a klášter vypáleny. Většina majetku obce pak byla vyrabována okolními vesnicemi, ve kterých se usadilo muslimské obyvatelstvo. Poté se zde údajně usadil Turek Alil Aga, který přeživší vesničany nechal pracovat na zdejších farmách. Po jeho smrti se jeho manželka provdala znovu a s dcerou si majetky vesnice rozdělily. Po jejich smrti si dědicové rozdělovali půdu na stále menší a menší kousky. Kolem vesnice pak byly postaveny strážní věže, v nichž žili agové, kteří hlídali obyvatele, zda správně slouží majitelům.

#### Tumčevište ve 20. století
Rolníci podrobení Osmanské říši uprchli z vesnice roku 1912.
Během první světové války byla vesnice téměř bez obyvatelstva, které se z nejistoty vystěhovalo do měst. Někteří z nich se vrátili do vesnice v roce 1927, kdy od státu získaly nazpět některé své majetky.
Vesnice byla znovu zničena během druhé světové války v roce 1943. Viníci byli převážně Albánci, především z vesnice Čegrane. Násilím zabírali půdu, kostely a domy vypálili. Přeživší vesnici opustili a nastěhovali se do Gostivaru, Tetova a Skopje, kde zůstali až do osvobození Makedonie v roce 1945.
V roce 1946 začala obnova vesnice díky státním příspěvkům.

## Demografie
Podle sčítání lidu z roku 2021 žije ve vesnici 250 obyvatel, z nichž 235 se hlásí k makedonské národnosti, zbylých 15 národnost neuvedlo.
| Rok          | 1900 | 1905 | 1948 | 1953 | 1961 | 1971 | 1981 | 1991 | 1994 | 2002 | 2021 |
| ------------ | ---- | ---- | ---- | ---- | ---- | ---- | ---- | ---- | ---- | ---- | ---- |
| Obyvatelstvo | 310  | 160  | 222  | 248  | 247  | 234  | 228  | 256  | 241  | 235  | 250  |